# Saint-Jean-Eudes - Saint-Gilles
Saint-Jean-Eudes - Saint-Gilles est le nom d'un quartier situé au nord-est de Caen. Il est délimité :

## Localisation
Le quartier est délimité :
- au nord, par la rue d'Hérouville et son prolongement, la rue du Long-Bouet,
- à l'est, par la limite communale avec Hérouville-Saint-Clair (on peut inclure dans le quartier la partie d'Hérouville située à l'ouest du boulevard périphérique de Caen),
- au sud, par l'Orne
- à l'ouest, par le bassin Saint-Pierre, la place Courtonne, le boulevard des Alliés, l'avenue de la Libération, la rue du Vaugueux et la rue de la Délivrande.

## Histoire

### Jusqu'à la fin duXIXesiècle
Historiquement le quartier était constitué de deux pôles, tous deux situés dans le Bourg-l'Abbesse : le faubourg Saint-Gilles, situé entre la ville fortifiée de Caen et l'abbaye aux Dames, et le village de Calix.

### Depuis le début duXIXesiècle

#### Les hôpitaux et le cimetière
Le 6 novembre 1823, a lieu la translation solennelle de l'Hôtel-Dieu de Caen dans l'ancienne abbaye aux Dames.
Le 15 novembre 1880 le conseil municipal décide de remplacer cinq petits cimetières par deux plus grands dont l'un « à gauche de la route de Ouistreham » d'une superficie de 6 hectares. Il porte le nom de « cimetière nord-est ».
En 1908, est ouvert l'hôpital Clemenceau dans l'ancien clos de Vauvenard.

#### Cité Calmette
Le conseil municipal du 29 novembre 1929 décide de créer un nouveau quartier le long de la route de Ouistreham via son office d'habitations à bon marché.
La décision de construire une école dans la cité est prise le 30 mai 1930 et les terrains sont acquis en juillet 1931.

#### Saint-Jean-Eudes

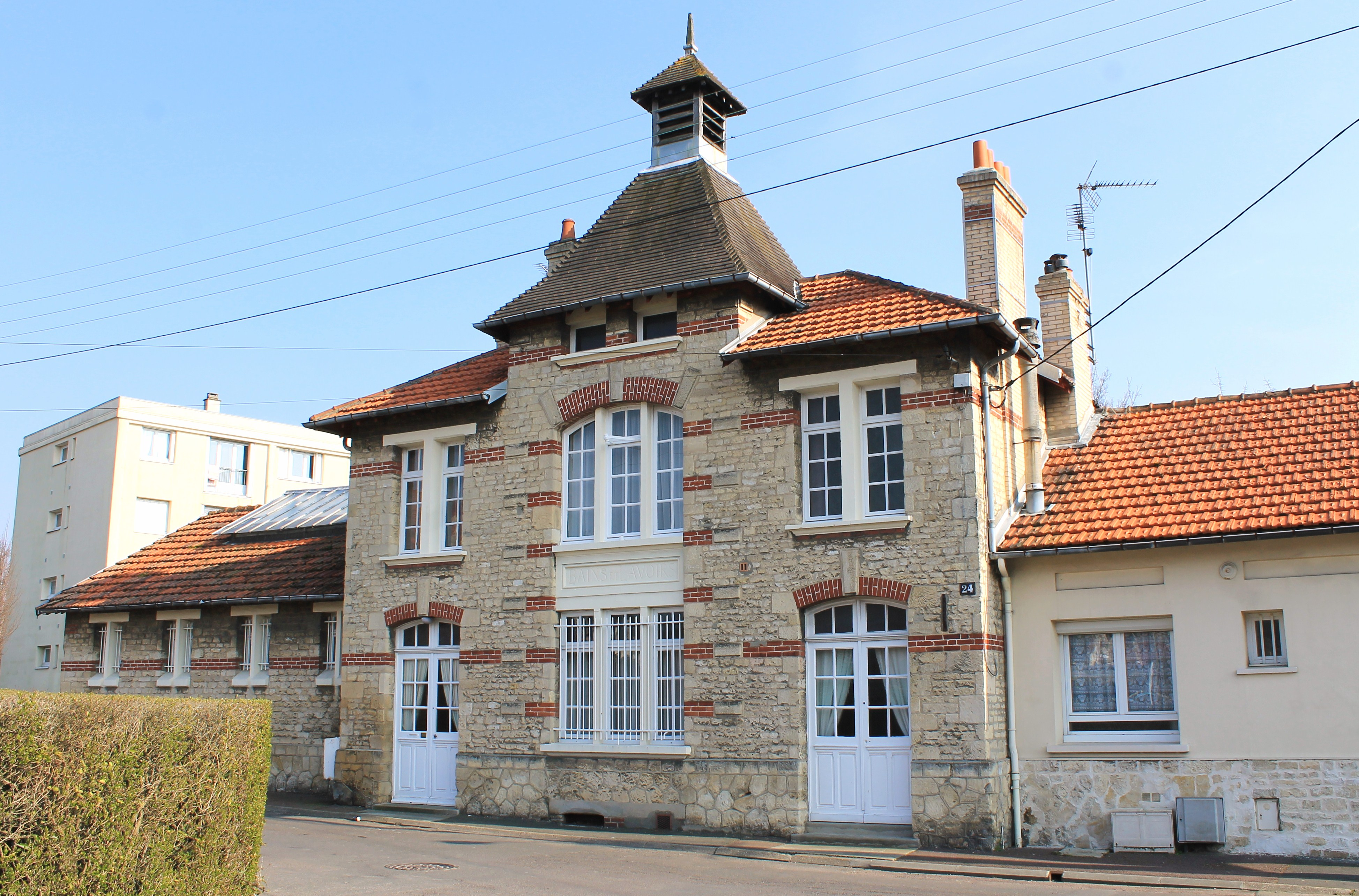
Bains et lavoirs, rue de l’Épargne

Appelé à l'origine la « cité jardin de la route de Ouistreham » ou « cité-jardin nord », ce quartier est créé sur le modèle des par l'office d'habitations à bon marché du Calvados au début des années 1920. Situé à l'est de l'hôpital Clemenceau, l'adjudication est faite le 13 juin 1921 et les travaux débutent dans la foulée. Les travaux s'achèvent à la fin du mois d'août 1923. Cette cité ouvrière, construite sur le modèle des cités-jardins, permet notamment de loger des ouvriers de la SMN.
Le quartier fait 70 000 m2 et comprend cent-seize maisons dont vingt-deux maisons à trois pièces principalement destinées à des mutilés de guerre et quatre-vingt-quatre maisons à quatre pièces pour les familles nombreuses. Les maisons sont regroupées par deux ou quatre et sont entourées de jardin de 300 mètres à 400 mètres. Chaque maison bénéficie de l'eau courante. Trois maisons sont équipées de boutiques. Le 7 août 1923, des bains et lavoirs sont ouverts rue de l'Épargne pour ce quartier,.
L'école du Puits-Picard est inaugurée à la rentrée 1924.
La paroisse du quartier est fondée en 1932,. Auparavant, les paroissiens étaient obligés de se rendre en l'église Saint-Gilles située à 2 kilomètres. Les paroissiens se réunissent d'abord dans un bâtiment du XVIIe siècle qui servait de grange. La première pierre de l'église Saint-Jean-Eudes est posée le  16 juillet 1933. La nef est bénite le 25 mars 1934, le mur du fond et la fresque sont achevés en 1941. La gestion de la paroisse est confiée, jusqu'en 1997 aux eudistes.

### L'évolution du quartier auXXIesiècle
À partir de 2012, les anciennes maisons du Clos-Joli sont progressivement démolies. Le projet de reconversion de l'ancien hôpital est lancé en 2022.

## Équipements et espaces verts
- Cimetière nord-est (6 hectares)
- Hôpital Clemenceau
- Parc Michel-d'Ornano

## Infrastructures

### Édifices religieux
- Abbaye aux Dames
- Ruines de l'église Saint-Gilles
- Église Saint-Jean-Eudes
- Couvent des Carmélites

### Édifices publics
- Siège du conseil régional de Normandie (ancienne abbaye aux Dames)
- Direction départementale de la Poste
- Hôpital Clemenceau

## Transport en commun
Le quartier est desservi par plusieurs lignes de bus du réseau Twisto. Le terminus de la ligne 2 du tramway se situe sur la presqu'île.
Il est aussi desservi par les lignes du réseau interurbain du Calvados en direction de la mer.

## Monuments historiques
| Monument                    | Adresse | Coordonnées                        | Notice         | Protection | Date | Illustration                |
| --------------------------- | ------- | ---------------------------------- | -------------- | ---------- | ---- | --------------------------- |
| Maison Sainte-Blaise        |         | 49° 11′ 08″ nord, 0° 20′ 58″ ouest | « PA00111168 » | Classé     | 1948 | Maison Sainte-Blaise        |
| Maison des Templiers        |         | 49° 11′ 09″ nord, 0° 21′ 17″ ouest | « PA00111182 » | Classé     | 1929 | Maison des Templiers        |
| Abbaye aux Dames            |         | 49° 11′ 13″ nord, 0° 21′ 09″ ouest | « PA00111123 » | Classé     | 1840 | Abbaye aux Dames            |
| église Saint-Gilles de Caen |         | 49° 11′ 12″ nord, 0° 21′ 17″ ouest | « PA00111133 » | Classé     | 1862 | église Saint-Gilles de Caen |
| Manoir des Gens d'armes     |         | 49° 11′ 07″ nord, 0° 20′ 33″ ouest | « PA00111169 » | Classé     | 1862 | Manoir des Gens d'armes     |
| Manoir du Vaubenard         |         | 49° 11′ 16″ nord, 0° 20′ 43″ ouest | « PA00111189 » | Classé     | 1973 | Manoir du Vaubenard         |